# Kinskyhäst
Kinskyhästen är en hästras som härstammar från nuvarande Tjeckien. Kinskyhästen har även varit en av de mest efterfrågade hästraserna i världen då de under 1800-talet hade stora framgångar inom galoppsporten. Kinskyhästar utmärks av sina atletiska förmågor och av en gyllene glans som naturligt finns i hästarnas päls, något som gjorde att hästarna oftast kallades för "de gyllene hästarna". Efter att nästan ha försvunnit under mitten av 1900-talet, har nu rasen åter fötts upp till ett bestånd på cirka 1 000 exemplar och den är nu skyddad från utrotning genom djurskyddslagar i Tjeckien.

## Historia
Kinskyhästens historia börjar som en ren legend eller en saga och sanningshalten tros vara ganska låg, men det sägs att Kinskyhästens historia började redan under medeltiden med en prinsessa från Böhmen, som var ute på jakt med sitt följe när de blev attackerade av vargar. Följet splittrades men en man vid namn Kinsky stannade kvar för att skydda prinsessan och resten av följet. Han dödade tre av vargarna och räddade på så sätt prinsessans och följets liv. Som tacksamhet för sitt hjältedåd dubbades Kinsky till knekt och hans ätt fick en familjesköld föreställande tre vargtänder. Än idag går det inte att avgöra om det var precis så det gick till när Kinskyfamiljen blev adlad. Mer sanningsenligt är nog att Kinskyfamiljen, som hade det gott ställt, långsamt arbetade sig upp genom samhällsklasserna under flera hundra år, mest tack vare att de arbetade hårt åt kungen av Böhmen. 
Kinskysläkten hade även stor hästverksamhet med uppfödning och 1416 dokumenterades hästarna i skrift för första gången, tillsammans med en beskrivning av Kinskys sätt att avla hästar på. Han lät sina hästar springa fria på området för att samla ihop dem en gång om året. Liknande metoder används än idag på Island med islandshästar. Stuteriet kom dock igång ordentligt under 1520-talet, under namnet Kebricin Kinsky, med målet att avla fram en utmärkt allroundhäst, det vill säga en häst som skulle kunna användas till en rad olika användningsområden. 
1628 blev släkten återigen adlad då Kinskyätten korades till grevar och i början av 1700-talet fick Kinskysläkten order om att avla fram hästar bland annat till den österrikiska kungens kavalleri. Utvecklingen av det engelska fullblodet i England ledde till ett ökat intresse för galoppsport och för att använda fullbloden för att förädla och förbättra hästar över hela världen. Många fullblod hade importerats till Kinskystuteriet, som hade satsat på att utveckla galopphästar till kapplöpning. Kungen i Österrike hjälpte till att välja ut hästar till aveln och valde hästar som hade en "gyllene" glans i pälsen med förhoppningen att få fram gyllene hästar som kunde dra hans vagn. 
Kinskyfamiljen antog ordern och satsade på att få fram hästar med stor uthållighet och mod, samtidigt som de skulle vara vänliga och lätthanterliga och passa till både ridning och körning, samt som jakthäst och krigshäst. Under slutet av 1700-talet importerades fler hästar från England för att ytterligare öka på kvalitén hos Kinskyhästen, som blivit välkänd i området som en flexibel häst som vem som helst kunde rida. Hästarna fick sitt stora genomslag 1816 när grevinnan Kinsky anlände på en internationell kongress i Wien, ridandes på en gyllene häst. 
Efterfrågan på Kinkyhästen blev nu så stor att greven Oktavian Kinsky utökade verksamheten och 1838 fick Kinskyhästarna ingå i Europas stora gemensamma stambok för moderna sporthästar, och rasen blev officiellt registrerad under namnet Equus Kinsky, som dock senare ändrades till enbart Kinskyhäst. Detta år räknas vanligen som Kinskyhästens "födelseår", även om Kinskyhästen hade funnits sedan 1400-talets början.
Oktavian Kinsky, född 1813, blev den man som kom att betyda mest för utvecklingen och framgången av Kinskyhästen. 1832 byggde Oktavian ett nytt stuteri i Böhmen som kom att kallas Gold Horse Stud (Guldhäststuteriet) och enbart fyra år senare sålde han en häst som påminde mycket om Englands Hunterhästar, något han själv utvecklat vid stuteriet. Oktavian Kinsky blev väl respekterad som hästentreprenör och 1846 introducerade han Steeplechase för första gången i Tjeckien. Inspirerad av de lopp han sett under sina resor till England, höll han steeplechaselopp på sin mark i Böhmen. 1874 startade han det största Steeplechaseloppet i Europa utanför England, som kallades Pardubice, där han ofta lät sina egna hästar ställa upp. Pardubice, eller European Grand National, springs än idag i Böhmen och är Europas mest krävande lopp.
1883 ställde en annan man i Kinskyfamiljen, greve Charles Kinsky, upp i Grand National i Aintree i England med sitt Kinskysto Zeodone. Ekipaget vann loppet men året efter, när de återigen red Grand National, kollapsade Zeodone och greven pensionerade henne och lät henne gå i avel istället. Zeodone blev det mest eftersökta stoet i Europa detta år och Kinskyhästarna blev en av de mest eftersökta raserna. 1936 ökade intresset för rasen ännu mer när Kinskystoet Norma vann Pardubice med grevinnan Lata Brandisova på ryggen. Detta var även första gången en kvinna vann loppet, vilket gav segern ännu mer publicitet.
Efter att kommunismen spreds i Tjeckien flydde många aristokrater och adliga familjer från landet, även Kinskyfamiljen, efter att ryssarna hade intagit alla Kinskys stuterier och mark. Flocken av Kinskyhästar såldes av eller dödades. Greve Radislav Kinsky stannade dock kvar fram till 1953 och återkom till landet redan 1989 och återtog sin mark för att starta en förening för rasen, i hopp om att samla ihop hästarna igen och rädda Kinskyhästarna. Klubben Equus Kinsky startades och aveln sattes igång och Berlinmurens fall samma år gjorde att kontakten med västra Europa ökade. Kinskyhästarna har nu satts under beskydd av den tjeckiska regeringen och är under lag skyddade mot utrotning. Många av Kinskyhästarna har dock avlats upp i det tjeckoslovakiska varmblodet och idag finns endast cirka 1000 exemplar av Kinskyhästarna kvar.
Kinskyhästarna avlas främst i Böhmen men även i England, Nordamerika och på flera privata stuterier i Europa. Uppfödarna i Böhmen jobbar på att återigen föda fram Kinskyhästar som kan tävla i Pardubice på samma nivå som det engelska fullblodet.

## Egenskaper
Kinskyhästen är atletisk och stark med en enorm uthållighet och mycket mod. Det som är mest utmärkande för Kinskyhästen är att över 40% av fölen är så kallade flaxfuxar, eller en närliggande variant, med en djupt gyllene glans. Majoriteten av de resterande fölen har en ljus brun ton. Olika former av vanliga fuxar eller borkar förekommer. För att en Kinskyhäst ska betecknas som äkta ska alla färgvarianter ha en gyllene glans i pälsen.
Kinskyhästen påminner mycket om det engelska fullblodet, med ett fint och välskuret huvud med en rak nosprofil. Exteriören är atletisk och muskulös med harmonisk byggnad och starka, väl utvecklade ben och leder. 
Kinskyhästarnas lätthanterliga natur och goda lynne gör att de passar inom all slags ridsport och då hästarna är lätta att träna passar de även som kavallerihästar eller polishästar.